# Фальчано
Фальчано (італ. Falciano) — село (італ. curazia), що знаходиться в Сан-Марино. Територіально відноситься до муніципалітету Серравалле.
Село розташована у крайній північній частині республіки, поблизу кордону з Італією (муніципалітет Коріано). Межує з містом Догана.
Село має власний футбольний клуб — Фольгоре/Фальчано, який тричі вигравав Чемпіонат Сан-Марино з футболу та двічі здобував суперкубок футбольної федерації республіки.